# Eleusine
Eleusine Gaertn. é um género botânico pertencente à família Poaceae, subfamília Chloridoideae, tribo Eragrostideae.
O gênero apresenta aproximadamente 90 espécies. Ocorrem na Europa, África, Ásia, Australásia, Pacífico, América do Norte, América do Sul e Antárctica.

## Principais espécies
- Eleusine compressa Aschers. & Schweinf.ex C.Christensen
- Eleusine coracana (L.) Gaertn.
- Eleusine indica (L.) Gaertn.
- Eleusine domingensis Sieber ex Schult.
- Eleusine glabra  Schum.
- Eleusine tristachya (Lam.) Lam.
- «PPP-Index Lista completa»